# Forza Motorsport 3
Forza Motorsport 3 est un jeu vidéo de simulation de course automobile sorti le 23 octobre 2009 en Europe (le 27 octobre 2009 au Canada), édité par Microsoft et développé par Turn 10 sur Xbox 360. Chaque voiture a été modélisée par un nombre de polygones dix fois plus élevé par rapport à celles du précédent opus, Forza Motorsport 2.

## Le jeu
Forza Motorsport 3 est une simulation de course automobile qui propose plus de 515 véhicules (dont 115 téléchargeables) issus de 66 constructeurs (dont 13 téléchargeables) différents et 24 circuits (dont 1 téléchargeables) déclinés de différentes façons.
Le jeu inclut une large palette de possibilités accessibles pour les joueurs multijoueur via le service en ligne. Il y a eu de grands changements depuis Forza Motorsport 2. Elles permettent aux joueurs de créer des designs de véhicules et des logos qui pourront directement être vendus dans le magasin en ligne qui est à la disposition des joueurs disposant d'un abonnement gold (abonnement payant du Xbox Live). Les joueurs ont également la possibilité d'acheter et de vendre des voitures via la salle des ventes. Ces voitures peuvent être ainsi vendues à partir d'un certain montant basé sur la monnaie virtuelle du jeu et pour une certaine durée. Il s'ensuit alors un système d'enchères où le plus grand enchérisseur remporte la voiture convoitée.
Un code est présent dans chaque nouvelle copie du jeu et permet le téléchargement gratuit du contenu téléchargeable "Motorsports Legends Car Pack" qui inclut 10 voitures de légendes (telles que la Chevrolet Corvette de 1960, l'Aston Martin DB5 de 1964, et la Shelby Daytona) ainsi que 2 circuits supplémentaires. Le contenu Hyundai Genesis Coupe est mis à disposition depuis le 17 novembre 2009 et contient trois nouvelles voitures. Le premier contenu téléchargeable payant, disponible depuis le 8 décembre 2009, est commercialisé sous le nom de Hot Holidays pack et inclut la Ferrari 458 Italia de 2010 et la Nissan GT-R SpecV de 2010. De plus, Turn 10 a annoncé qu'ils essaieraient de proposer tous les mois un nouveau contenu téléchargeable.

## Versions commercialisées
Trois éditions de Forza Motorsport 3 ont été commercialisées : l'édition standard, l'Ultimate collection et l'édition limitée. Cette dernière contient une clé usb et un porte-clé marqués du logo de la série, un statut de VIP pour la salle des ventes et le magasin communautaire, un pack exclusif de 5 voitures ainsi qu'un thème premium pour le tableau de bord de la console.
En septembre 2009, Microsoft annonça une édition limitée de la console xbox 360, vendue avec un disque dur de 250GB, deux manettes sans fil, un casque-microphone et une version standard du jeu vidéo. Une autre version de Forza Motorsport 3 a été commercialisé en octobre 2010 en Allemagne, Angleterre et aux États-Unis puis en France en février 2011. Cette version se nomme l'Ultimate Collection, elle contient tous les DLC (sauf celui de décembre 2010), une vidéo exclusive de l'émission anglaise "Top Gear" et un thème pour la Xbox 360. L'ensemble des versions commercialisés se sont écoulés à 5,380,000 exemplaires.

## Bande sonore
En décembre 2009, la bande sonore du jeu, composée par Lance Hayes (connu sous le pseudo de DJ Drunken Master) fut mis en vente sur les plateformes commerciales digitales Sumthing Digital et iTunes. Cette bande sonore est légèrement différente de celle présente dans le jeu puisqu'elle est composée d'une sélection de 12 pistes représentants plus d'une heure de musique alors que la bande sonore présente dans le jeu vidéo contient 18 pistes représentants plus d'une heure trente de musique jouée dans un ordre aléatoire.

## Accueil
Sur le site GameRankings, le jeu a une note moyenne de 91,98 % basée sur 63 tests. De même sur Metacritic, le jeu a une note moyenne de 92 sur 100 basée sur 87 tests et il a été noté 9.5/10 par GameSpot. Globalement, celui-ci a été apprécié pour sa faible limitation dans la customisation des véhicules et son haut niveau de réalisme. IGN le qualifiera d'ailleurs « d'un des meilleurs jeux de course jamais développé ». À l'inverse, le jeu a été critiqué pour le faible nombre d'adversaires lors des courses en ligne ou en parties solo (8 joueurs), la vue cockpit jugée trop proche du volant, l'incapacité pour les joueurs de modifier leurs véhicules lors des parties multijoueurs, de même que l'incapacité de créer des parties multijoueurs personnalisées. Conscient de ces faiblesses, Turn 10 ajoute régulièrement de nouveaux modes de jeu pour rendre son jeu vidéo plus agréable.

## Prix
- Meilleur jeu de course, Spike Video Game Awards, 2009
- Meilleur jeu de course de l'année 2009, GameSpot
- Award du "GameSpot's 2009 editors"
- Meilleur jeu de course de l'année 2009, IGN[4]
- Meilleur jeu de course de l'année 2009, G4TV's[5]
- CNNTech's Best Racing Game de l'année 2009[6].
- Meilleur jeu de course de l'année 2009, Crystal Award[7].

## Circuits
- Amalfi (Italie)
- Rallye de Positano
- Road America
- Circuit fictif Sedona Raceway
- Circuit fictif Benchmark High Speed Ring
- Twin Ring Motegi
- Circuit de Tsukuba
- Circuit fictif Ladera Test Track
- Circuit fictif Iberian International Circuit
- Circuit fictif Camino Viejo de Monsterrat
- Circuit de Catalogne
- Circuit des 24 Heures
- Circuit Bugatti
- Circuit fictif de New York
- Circuit fictif Maple Valley
- Circuit de Laguna Seca
- Circuit fictif Sidewinder Proving Grounds
- Circuit du Mugello
- Nürburgring
- Circuit fictif Sunset Peninsula Raceway
- Sebring International Raceway
- Circuit de Silverstone
- Circuit de Suzuka
- Circuit fictif Fujimi Kaido

## Voitures
Dans Forza Motorsport 3, les voitures se voient attribuer une « classe » en fonction de leur Index de Performance (IP). Cette dernière est une note allant de 100 à 999. Elle est définie en fonction de plusieurs facteurs tels que l'efficacité du freinage, le quotient d'accélération, le poids, la vitesse maxi, etc. Le fait d'améliorer une voiture (ligne d'échappement, pneus de sport ou de course, allègement, etc.) affecte son IP.

## Niveaux

### Niveaux de pilotes
Il existe 50 niveaux de pilotes. Pour chaque victoire, le joueur se voit attribuer des points d'expérience appelés EXP. Le joueur, en cumulant les points EXP, fait augmenter sont niveau personnel. À chaque niveau passé, un nouveau véhicule est offert au joueur. De plus, en passant certains niveaux, des véhicules et des épreuves se déverrouillent.
| Niveau de Pilote | Véhicule offert                     | Niveau de Pilote | Véhicule offert                                  |
| ---------------- | ----------------------------------- | ---------------- | ------------------------------------------------ |
| 1                | Fiat 500 Abarth Essesse             | 26               | Nissan MINE'S R34 Skyline GT-R                   |
| 2                | Alfa Romeo Brera Italia Independent | 27               | Ferrari 599 GTB Fiorano                          |
| 3                | Renault Sport Clio V6               | 28               | Lamborghini Miura Concept                        |
| 4                | Ford Focus RS                       | 29               | Dodge Viper SRT10 ACR                            |
| 5                | Volkswagen Scirocco GT              | 30               | Bugatti Veyron 16.4                              |
| 6                | Vauxhall VX220 Turbo                | 31               | Holdon #2 Commodore VG                           |
| 7                | Ford Shelby GT500                   | 32               | Ferrari #62 Risi Competizone F430GT              |
| 8                | Maserati GranTurismo                | 33               | Porsche #45 Flying Lizard 911 GT3-RSR            |
| 9                | Lotus Exige Cup 240                 | 34               | BMW Motorsport #92 Rahal Letterman Racing M3 GT2 |
| 10               | Chevrolet Camaro SS                 | 35               | Ferrari FXX                                      |
| 11               | BMW Motorsport M5 E60               | 36               | Chevrolet #4 Corvette C6.R                       |
| 12               | Lexus IS F                          | 37               | Nissan #23 XANAVI NISMO GT-R                     |
| 13               | SEAT Leon Supercup                  | 38               | Aston Martin #007 Aston Martin Racing DBR9       |
| 14               | Honda NSX-R GT                      | 39               | Lexus #6 Eneos SC430                             |
| 15               | Ferrari California                  | 40               | Koenigsegg CCGT                                  |
| 16               | Jaguar XKR-S                        | 41               | McLaren #43 F1 GTR                               |
| 17               | BMW Motorsport M3-GTR               | 42               | Maserati #15 JMB Racing MC12                     |
| 18               | Peugeot Super 2000                  | 43               | Porsche #26 AG 911 GT1-98                        |
| 19               | Alfa Romeo 8C Competizione          | 44               | Saleen #2 Konrad Motorsports S7R                 |
| 20               | Audi R8 5.2 FSI quattro             | 45               | Porsche #7 Penske Racing RS Spyder Evo           |
| 21               | Ford Ford GT                        | 46               | Mazda #16 Dyson Racing B09/86                    |
| 22               | Mercedes SL 65 AMG Black Series     | 47               | Audi #2 Audi Sport North America R8              |
| 23               | TVR Sagaris                         | 48               | Acura #66 de Ferran Motorsports ARX-02a          |
| 24               | Porsche 911 GT2 (997)               | 49               | Audi #8 Audi Sport Team Joest Audi R10 TDi       |
| 25               | Lamborghini Reventon                | 50               | Peugeot #9 Peugeot Sport Total 908               |

### Niveaux de voitures
Pour chaque victoire, des points sont attribués à la voiture utilisée. Ces points sont utilisés pour le calcul du niveau de cette dernière. Il existe 5 niveaux de voitures. À chaque niveau passé, une remise de 10 % sur un type de modification est offert. Ces remises sont cumulables avec un maximum de 50 % en passant chaque niveaux avec 5 véhicules d'un même fabricant.